# Оренбурзький державний обласний театр ляльок
Оренбурзький державний обласний театр ляльок (рос. Оренбургский государственный областной театр кукол) — державний обласний ляльковий театр у місті Оренбурзі Російської Федерації; осередок культури й дозвілля міста та області.

## Загальні дані та будівля театру
Оренбурзький державний обласний театр ляльок міститься в історичній будівлі і розташований за адресою:
вул. Совєтська, буд. 23, м. Оренбург—460000 (Оренбурзька область, Російська Федерація).
Будівля театру побудована у 1877—79 роки.
Глядацька зала розрахована на 239 місць. Параметри сцени — 5,0 (ширина) х 5,0 (глибина) х 5,0 (висота) метрів. Також діє мала сцена театру.
Директор закладу — Паїн Олександр Генріхович, головний режисер театру — заслужений артист РФ Смирнов Вадим Олександрович.

## Історія та діяльність театру
Театр ляльок в Оренбурзі був створений у 1935 році. 
У 1946 році відкрилася 1-а студія під керівництвом Р. Б. Ренца. 
Починаючи від 1966 року Оренбурзький обласний театр ляльок — колективний член УНІМА. 
У 1970 році колектив оренбурзьких лялькарів вперше виїхав за кордон — на II-й Міжнародний фестиваль в Угорщині з виставою «Хочу быть большим», де став лауреатом. 
Оренбурзький державний обласний театр ляльок — учасник міжнародних фестивалів у Загребі («Старый фонарь» за Г. К. Андерсеном, Югославія, 1988), Тулузі та Нансі («Принцесса на горошине» за Г. К. Андерсеном, Франція 1990), Перу («Принцесса на горошине», 1990), Києві («Петрушка» А. Заболотного, Україна, 1999), «Гостиный двор» в Оренбурзі («О, Аладдин!» Ю. Фрідмана, 2000). Театр відзначений дипломом VIII-го фестивалю театрів ляльок Уралу в Челябінську («Красная Шапочка», «За художню цілісність вистави», 2000). У 1989 театр показав у Польщі виставу "Котячий будинок" С. Маршака, в 1997 - "Червона Шапочка"; в 1992 гастролював в Софії (Болгарія) з виставами «Кошкин дом» С. Аксакова і «Красная Шапочка» О. Пушкіна. 
Від 2001 року традиційними стали обмінні гастролі Оренбурзького державного обласного театру ляльок з театрами Уфи і Казані.

## Репертуар
У чинному репертуарі Оренбурзького державного обласного театру ляльок (сезон 2010/11 рр.) постановки для дітей — переважно за російськими народними казками, творами дитячої літератури, а також низка спектаклів для дорослої авдиторії — за творами класики, російської та зарубіжної:
| - Русские сказки (Колобок. Теремок); - Машенька и медведь; - Три поросенка. С. Михалкова; - 38 попугаев. Г. Остера; - Сказки бабушки арины. Г. Гіпікова; - Золотой цыпленок. В. Орлова; - Здравствуй, муха цокотуха! К. Чуковського; - Маленькая фея Б. Рабадана; - Красная шапочка А. Заболотного; - Солнышко и снежные человечки А. Веселова; - Что за прелесть эти сказки!; - Гадкий утенок В. Синакевич за казкою Г. К. Андерсена; - Снежная королева Є. Шварца; - Сказ о Ване Датском В. Купріна; - Ванька доброй А. Волкова за казками Б. Шергіна; | - Петрушка на войне А. Заболотного; - Экзамен для гретхен А. Тучкова; - О, Аладдин! М. Садовського, Ю. Сидорова; - В поисках живой воды Ю. Сидорова, М. Моїсеєва, С. Хомаутова; - Королевство кривых зеркал В. Губарєва; - Поросенок Кнок М. Ворфоломєєва; - Журавлиные перья Д. Кіносіта; - Светофория Б. Хайбулліна, Р. Фатихова; - Слово о полку Игореве; - Маугли Н. Гернет за Р. Кіплінгом; - Ястребок (І. та Я. Златопольські); - Морозко Н. Шуринової; - Генералы в юбках Ж. Ануй; - Женитьба Бальзаминова О. Островського. |

## Виноски
1. ↑  Оренбурзький державний обласний театр ляльок [Архівовано 21 вересня 2009 у Wayback Machine.] на Енциклопедія «Театральная Россия» (електронна версія) [Архівовано 12 червня 2010 у Wayback Machine.] (рос.)
2. ↑  Репертуар (театру) [Архівовано 18 вересня 2010 у Wayback Machine.] на Офіційна вебсторінка театру (рос.)